# Jan Tschichold
Jan Tschichold, né Johannes Tzschichhold le 2 avril 1902 à Leipzig (Allemagne) et mort le 11 août 1974 à Locarno (Suisse), est un typographe, dessinateur de caractères, maquettiste, enseignant et écrivain.

## Biographie
Il est le fils d'un artisan enseigniste provincial, et pratique tôt la calligraphie. Ses origines placent d'emblée Jan Tschichold à part des autres typographes célèbres de son temps, qui ont généralement étudié l'architecture et les beaux-arts. Contrairement à beaucoup d'entre eux, qui privilégient le fait-main, il travaille toujours avec des papiers normalisés et des polices de caractères produites en série.
Après l'arrivée des nazis au pouvoir en Allemagne, les typographes sont contraints de s'enregistrer auprès de l'autorité régissant les activités culturelles et les postes d'enseignants sont retirés aux sympathisants communistes. Jan Tschichold et son épouse sont arrêtés pour cette raison en 1933 et des affiches soviétiques sont découvertes dans leur appartement. Les livres qu'il avait écrits sont saisis et interdits.
Après six semaines de détention, ils peuvent fuir en Suisse. Hormis des séjours en Angleterre en 1937 et 1938 (à l'invitation du Penrose Annual) et 1947-1949 (il travailla chez Penguin Books), ils y demeurent définitivement.

## Graphisme

### Le moderne
De 1919 à 1923, Jan Tschichold étudie à l'Académie des métiers du livre et des arts graphiques de Leipzig.
En 1923, il visite la première exposition du Bauhaus à Weimar et en sort très impressionné : il se convertit aux principes du design moderniste et en devient un promoteur très actif.
Typographe indépendant, il met en page en 1925 un supplément magazine remarqué, et écrit la même année, dans Typographische Mitteilungen, un article fondateur, « Elementare Typographie ».
En 1926, il devient professeur à la Münchener Meisterschule für Typografie (École supérieure de typographie de Munich), poste qu'il occupe jusqu'à sa fuite d'Allemagne en 1933. Il enseigne sous la direction du typographe Paul Renner, père du Futura (1927), reconnu pour ses recherches sur les caractères sans empattements et partisan de la nouvelle typographie.
Jan Tschichold expose pour la première fois en 1927. Il se consacre parallèlement à la création de polices de caractères.
Il publie en 1928 son premier livre Die neue Typographie. Ce manifeste moderniste proclame la suprématie des polices de caractères en bâtons (appelés grotesk en allemand) et promeut la macrotypographie asymétrique. Il y écrit les règles modernistes pour la composition typographique, plaide pour la standardisation des formats du papier et définit le travail du maquettiste comme facilitateur pour délivrer l'information au lecteur.
Suivront des manuels pratiques influents à destination des travailleurs de l'imprimerie : Eine Stunde Druckgestaltung (1930) et Schriftschreiben für Setzer (1931). En 1935, il publie, en Suisse, Typographische Gestaltung, son canon typographique, et noue ses premiers contacts en Angleterre.

### Un revirement majeur
Alors que la nouvelle typographie triomphe, Tschichold abandonne progressivement ses théories pour finir par les condamner totalement. Plus tard, il décrira la nouvelle typographie comme trop extrême, et le courant moderniste comme autoritaire et intrinsèquement fasciste. Il faut situer ce rejet radical et violent de théories redéfinies comme uniformisantes, telles les grilles, dans le rejet de l'autoritarisme totalitaire, dans lequel l'Allemagne et l'Europe succombent alors. Bien que vivant au cœur de la création du style international ou style suisse, il n'y adhère pas.
Sur invitation du typographe britannique Ruari McLean, il travaille en Angleterre entre 1947 et 1949 chez Penguin Books, grande compagnie d'édition de livres à prix modiques, pour lesquelles il redessine toutes les séries et crée une charte graphique devenue célèbre, les Penguin Composition Rules. À l'intérieur d'un cadre graphique identitaire, chaque livre possède sa propre page de titre (paperback) ; Tschichold en dessinera environ 500. Ces méthodes se sont rapidement banalisées.
Poursuivant parallèlement ses activités de designer et d'enseignant, les études de Tschichold sur le classicisme dans l'imprimé en font une sommité. Ses travaux qui redécouvrent les canons médiévaux de composition typographique font référence.

## Créations depolice de caractères
Caractères créés par Jan Tschichold
Entre 1926 et 1929, il crée un « alphabet universel », sur le modèle d'Herbert Bayer. Pour simplifier la notation allemande qui contient de nombreux multigraphes, il crée de nouveaux caractères, pour remplacer par exemple « ch » et « sch », ou « eu » et « oi », « w » et « v », « z » et « ts », etc., tous phonétiquement identiques en allemand. Des indications sur la prononciation sont intégrées, comme le marquage des voyelles longues. Composé en une seule graisse, sans capitales et sans empattements.
- Transit, 1931
- Saskia, 1931-1932
- Zeus, 1931

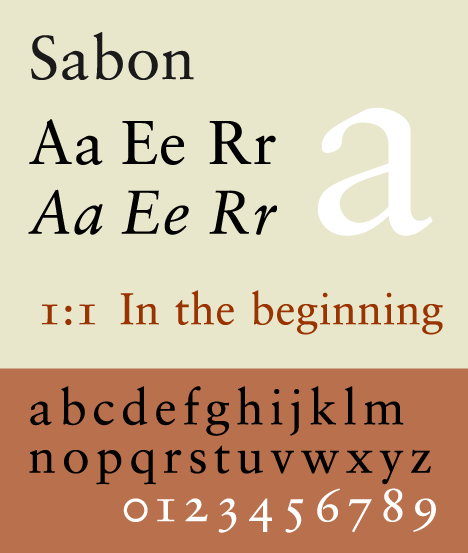
Spécimen de la fonte Sabon.

- Sabon, 1966/1967. La plus célèbre, en hommage au typographe français du XVIe siècle Jacques Sabon et d'après les tracés de Claude Garamond, dessinée pour être utilisée en composition manuelle, monotypes ou linotypes. La Sabon Next est une interprétation de la Sabon originale réalisée par la compagnie Linotype.

## Distinctions
- Médaille d'or de l'AIGA (en)[2] (1954)
- Prix Gutenberg, Leipzig (1965)
- Royal designer for Industry à titre honoraire (RDI)[3] (1965)